# Campionato europeo di hockey su ghiaccio 1921
Il campionato europeo di hockey su ghiaccio 1921 fu la sesta edizione del torneo organizzato dalla Federazione internazionale di hockey su ghiaccio.
La Svezia ottenne l'organizzazione dell'evento dopo aver esordito in campo internazionale alle precedenti Olimpiadi di Anversa, e nelle intenzioni degli organizzatori, che avevano invitato oltre alle compagini europee anche quelle nordamericane, doveva essere una sorta di primo campionato del mondo (il torneo olimpico di Anversa sarà riconosciuto come primo campionato del mondo solo successivamente). Tuttavia una sola squadra si presentò, la Cecoslovacchia.
Il campionato si assegnò dunque in gara unica a Stoccolma il 21 febbraio 1921.

## Risultati
| 21 febbraio 1921 | Svezia | 7:4 (4:1, 3:3) | Cecoslovacchia | Stoccolma Spettatori: 6.000 |

La Svezia si aggiudica il suo primo titolo europeo.

### Classifica marcatori
- 3 reti:
  - Erik Burman ( Svezia)
  - Georg Johansson-Brandius ( Svezia)